# Acolliment

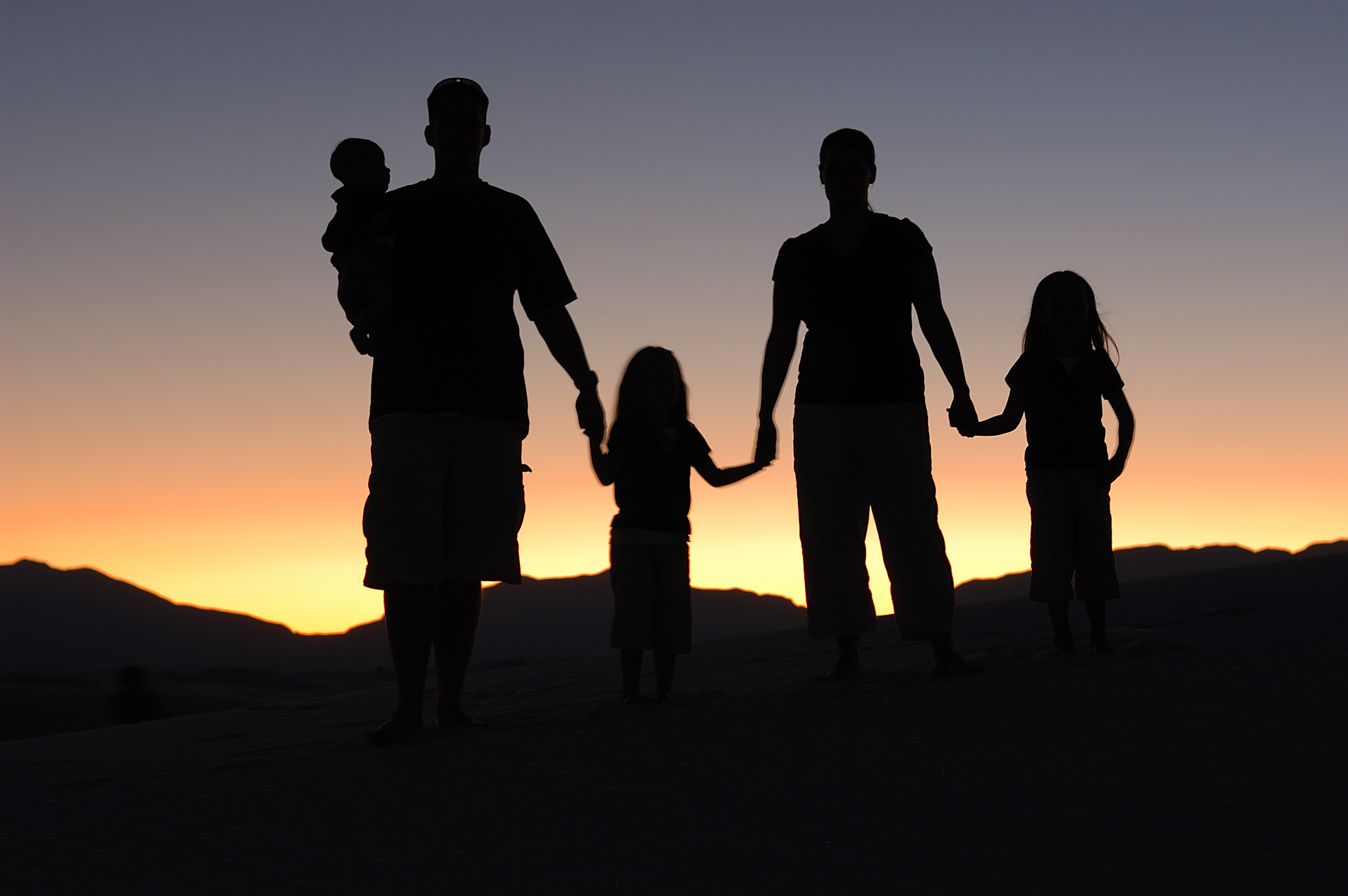
Imatge acolliment.

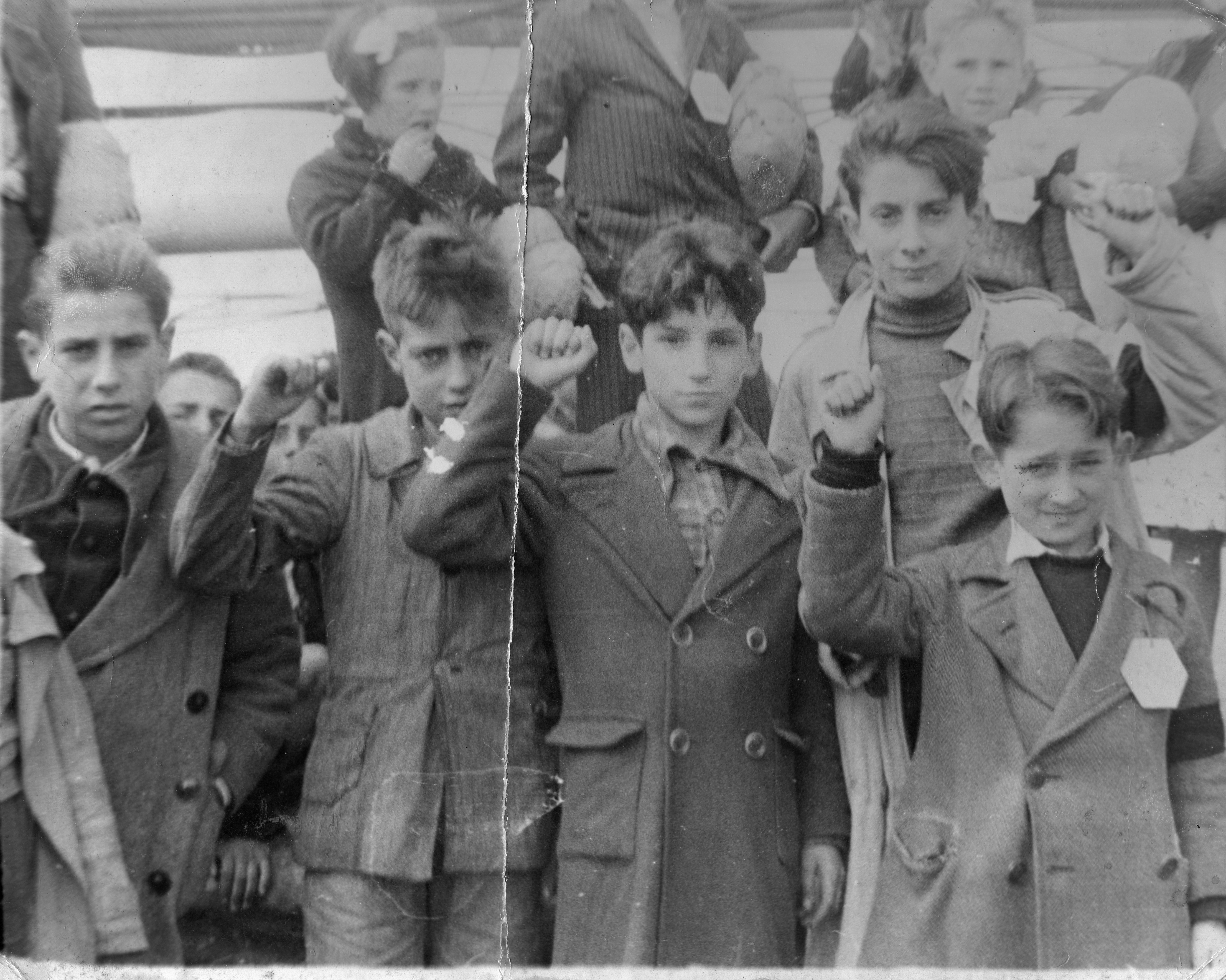
Imatge d'alguns dels anomenats nens de Rússia fent la salutació republicana i preparant-se per l'evacuació durant la Guerra Civil espanyola. La fotografia ha estat donada a Wikipedia Commons per Olga Brocca Smith, i està dedicada a totes les víctimes innocents de la guerra.

L'acolliment familiar és una mesura administrativa que atorga la custòdia legal d'un menor desemparat de forma temporal a un àmbit familiar idoni sense finalitat adoptiva. Es tracta que l'infant pugui créixer fins que la seva família resolgui els problemes que li impedeixen ocupar-se'n. Per tant, requereix d'una família acollidora que se'n faci càrrec substituint complementament o temporalment la família d’origen.

## Protecció de la infància

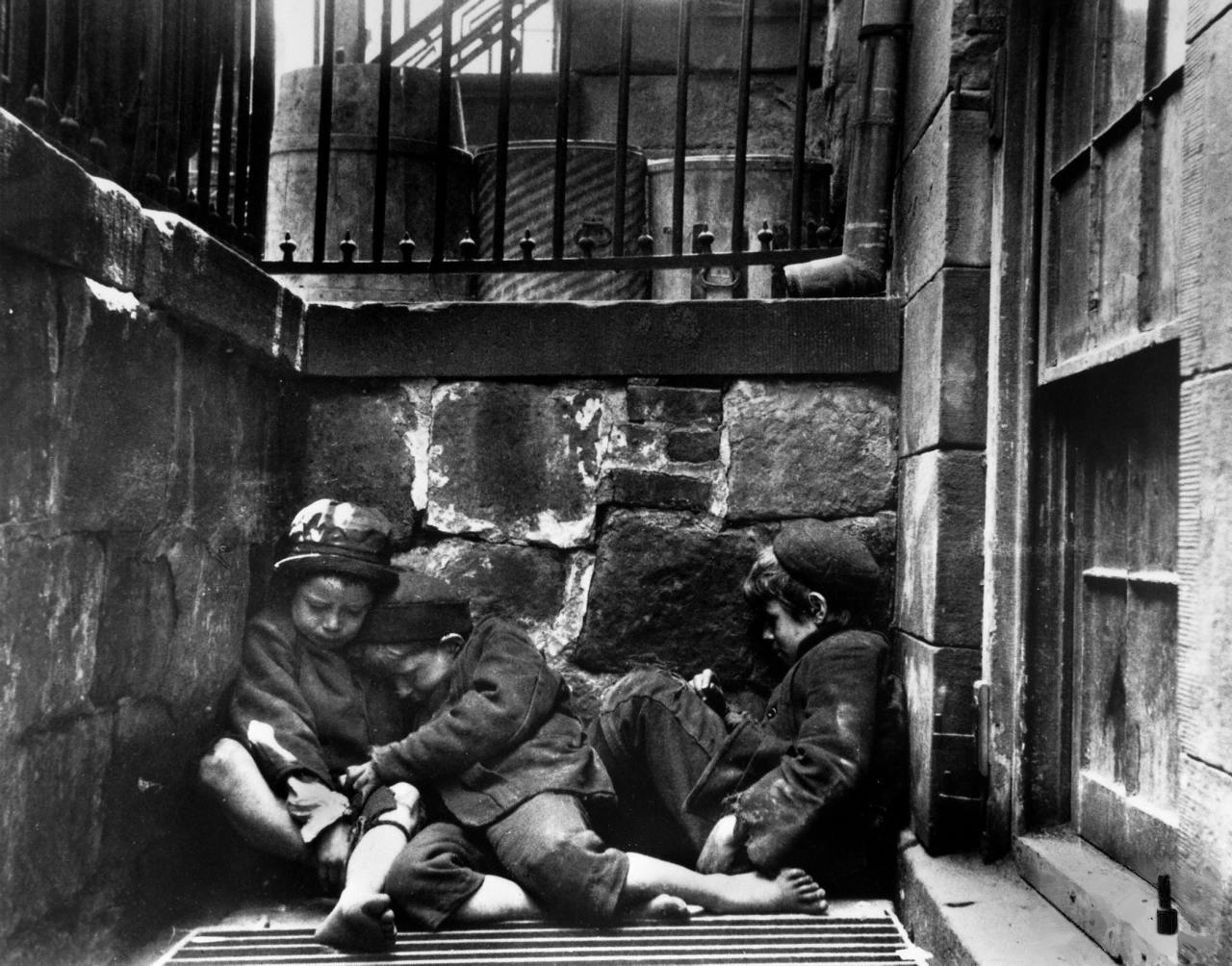
1890, Nova York. Nens dormint al carrer.

La protecció dels infants es dona quan viuen en la misèria, són víctimes de maltractament o abús sexual, pateixen explotació laboral, es troben atrapats en conflictes armats i, en general, tots aquells que no tenen garantides les seves necessitats bàsiques i d’accés a l’educació. La Convenció sobre els Drets de l’Infant (1989) va suposar que, per primera vegada, els infants són subjectes de drets civils i polítics que els equiparen a la condició de ciutadans. La redacció dels 54 articles de la Convenció sobre els Drets de l’Infant es basa en quatre grans principis: No discriminació per raons de raça, color, sexe, idioma, religió, opinió política o d’altra mena, d’origen nacional, ètnic o social, posició econòmica, impediments físics, naixement o qualsevol altra condició, ja sigui de l’infant mateix, dels pares o dels representants legals; Interès superior de l’infant i la funció de l’Estat és assegurar-los una adequada protecció i cura quan els pares, mares o tutors no tenen capacitat per fer-ho; Dret a la vida, la supervivència i el desenvolupament i és obligació dels estats garantir-les, com garantir el desenvolupament harmònic de l’infant en l’aspecte físic, espiritual, psicològic, moral i social, segons les aptituds i les capacitats; el principi de Participació dels infants, com a persones i subjectes de dret, a expressar les seves opinions i han de ser escoltades i tingudes en compte en l’actuació política, econòmica o educativa d’un país.
Ara bé, les modalitats d'acolliment familiar difereixen d'un estat a un altre. Amb tot l'acolliment familiar s'acompanya, generalment, d'una avaluació de la situació del nen, que es troba confiat a una família d'acolliment o a un establiment i amb una decisió sobre el manteniment o no dels vincles familiars. Les formes institucionals poden ser variades. L'acolliment familiar és la forma generalment preferida per les institucions. L'acolliment sol ser una solució a curt termini fins que es pugui fer un acolliment permanent. En la majoria dels estats, l'objectiu principal és aconseguir conciliar els fills amb els pares biològics. No obstant això, si els pares no poden o no estan disposats a tenir cura del infant, o si el nen és orfe, llavors la primera opció són uns pares adoptius com una tia, un oncle o un avi. Si cap membre de la família està disposat o és capaç d'adoptar, la següent preferència és que l'infant sigui adoptat pels pares d'acollida o per una altra persona involucrada en la vida del nen. Si cap d'aquestes opcions és viable, el pla per al menor és mantenir-lo sota custòdia de l'estat i l'infant pot romandre col·locat en una llar d'acollida, amb un familiar o un centre d'atenció a llarg termini.
En el dret civil català, "en el moment en què es coneix la situació de risc, l’entitat pública corresponent s'ha de fer càrrec de les funcions tutelars sobre el menor, mentre no s'arriba a una solució adequada per a l’infant. Una vegada la Direcció General d’Atenció a la Infància té coneixement de la situació de desemparament, n'ha de fer una avaluació i dictar o no la declaració de desemparament per a aplicar les degudes mesures de protecció. Entre aquestes mesures destaquen les següents: deixar el menor en la pròpia família, que ha de rebre suport psicosocial per part de l’administració; l’acolliment simple de l’infant per una persona o família; l’acolliment simple en un centre públic o col·laborador; l’acolliment familiar preadoptiu, i qualsevol altra mesura de caràcter assistencial, educatiu o terapèutic. Si el menor té més de dotze anys, o bé és més petit però té prou coneixement, haurà d’ésser escoltat abans de prendre cap mesura. En cas que es decideixi separar el menor de la seva família, la mesura haurà d’ésser comunicada al ministeri fiscal, que, segons la situació, pot modificar-la o suspendre-la. L’adopció de qualsevol mesura ha d’ésser notificada immediatament a pares, tutor, guardador o familiars que hagin viscut darrerament amb el menor".

## Acolliment familiar als Països Catalans
En els segles XVIII i XIX es confiava els infants que estaven en institucions a famílies que en poguessin tenir cura. Era una pràctica mancada de control i algunes famílies n'abusaven. Durant la postguerra civil, l'acolliment familiar pràcticament no existia i els infants eren internats en centres de protecció. Però a partir dels anys setanta del segle xx, amb la democratització els ajuntaments i les diputacions i, a més a més, la influència de les organitzacions internacionals especialitzades en la protecció dels drets dels infants es va passar dels grans centres residencials a les petites llars integrades en la comunitats on els menors sortien per anar a escola i fer activitats extraescolars. A l'estat espanyol va donar lloc a una nova sensibilitat social i a pràctiques d'acolliment familiar alternatives a l'internament en centres de protecció, mitjançant el recurs a famílies d'acollida. A mitjans dels anys vuitanta del segle XX es van crear els primers serveis d'acolliment familiar en el sentit modern del terme i es va iniciar la pràctica de l'acolliment familiar amb caràcter temporal. La regulació legal d'aquesta mesura es va fer per primer cop en la Llei 11/1985, del 13 de juny, de protecció de menors, del Parlament de Catalunya i, en el Codi civil espanyol, el 1987. A Andorra Llei qualificada de l’adopció i de les altres formes de protecció del menor desemparat, data del 1996 i modificada el 2019.

### Acolliment familiar a Andorra
A Andorra, la Direcció del Departament d’Infància, adolescència i joventut, adscrita al ministeri competent en matèria d’afers socials, és l’òrgan competent del Govern en matèria de preadopció i d’adopció. El govern andorrà ofereix temporalment una família acollidora a infants i adolescents de fins a 18 anys en situació de perill que en complementi la cura, l’educació, l’alimentació mentre la família d’origen no pugui recuperar-se i responsabilitzar-se de les seves funcions com a pares. La família pot ser de l’entorn familiar més proper de l’infant (família extensa), i generalment la primera mesura que es proposa, ja que aquests acolliments tenen preferència sobre altres famílies amb les que el menor a priori no té cap lligam, o l'acolliment en família aliena. En aquest darrer cas són famílies que s'han valorat i seleccionat prèviament com a més adequada per a les característiques del menor en concret i amb la finalitat que el puguin acollir abans d’una institucionalització en el Centre Residencial d’Acció Educativa La Gavernera (CRAE).
El 2023, segons el ministre portaveu, Guillem Casal hi havia un total de 29 infants i adolescents en famílies d’acollida i 26 més que viuen al Centre Residencial d’Acció Educativa (CRAE), més conegut com la Gavernera, perquè no han pogut beneficiar-se de l’alternativa de la família d’acollida.

### Acolliment familiar a Balears
El 2024, l'Institut Mallorquí d'Afers Socials (IMAS) tenia 486 infants o adolescents de Mallorca que vivien en centres d’acolliment residencial i 487 en acolliment familiar en els progerames Cangur, amb un total de 50 infants acollits de forma temporal en un nucli familiar; Niu, amb 74 nins i nines que convivien de forma normalitzada amb una família, i ACOTE, adreçat a menors estrangers no acompanyats, amb 14 menors de 18 anys ubicats en entorns de la mateixa procedència o coneixedors de la seva cultura per facilitar-los la integració i creixement personal.

### Acolliment familiar a Catalunya
A Catalunya, hi ha infants i adolescents (0-18 anys) que viuen en una situació difícil perquè la seva família no en pot tenir cura i, aleshores, la Direcció General d’Atenció a la Infància i a l’Adolescència (DGAIA) exerceix la protecció i tutela dels infants i adolescents desemparats. Mentre la família d’origen intenta refer-se, es cerca una altra família que pugui oferir-los un bon entorn per créixer i desenvolupar-se. D’aquest tipus de família, se’n diu família d’acollida o família acollidora. Si no hi ha una família acollidora, els infants resideixen en centres d'acollida o en centres residencials d'acció educativa (CRAE), dependents de l'Administració pública.
Tot i que en els centres reben l'atenció, l'afecte i l'educació de manera integral, la Generalitat cerca famílies que els ofereixin l'embolcall afectiu i educatiu que els permeti créixer en les millors condicions adequades a l'edat i a la situació afectiva. El departament de Benestar insisteix que ser família acollidora dona l'oportunitat d'estimar, educar i donar seguretat a un infant que ho necessita, tot fent les funcions que, temporalment, no pot fer la família d'origen. Segons l’Institut Català de l’Acolliment i l’Adopció (ICAA),els requisits més importants per ser família acollidora són: ple exercici dels drets civils, ser majors de 25 anys i tenir com a mínim 14 anys més que el menor acollit. També la Generalitat catalana estudia que les persones sol·licitants tinguin una situació afectiva “equilibrada”, disposin de temps per tenir cura de l'infant, una actitud educativa flexible i un entorn familiar socialitzador. Hi ha cinc tipus d’acolliment: el d’urgència i diagnòstic és un acolliment simple a menors de sis anys mentre es valora la seva situació –durant un màxim de sis mesos–, l’acolliment familiar simple dura menys de dos anys i la permanent es dona quan la família del menor supera una situació que, normalment, requereix un temps més llarg de recuperació. També existeix la Unitat Convivencial d’Acció Educativa (Ucae), en la qual els acollidors estan especialitzats, prèviament seleccionats per la seva formació i experiència en l’àmbit de la infància, per a nens amb necessitats especials, i finalment l’acolliment de caps de setmana i vacances, per a nens que viuen en centres.
A Catalunya, el 2023, hi havia 769 famílies acollidores d’infants i joves menors d’edat desemparats i 135 famílies més que n'eren col·laboradore decaps de setmana i pel cap baix un mes durant les vacances. En total, doncs, n'eren 904 tutelats per la Generalitat de Catalunya. A banda, hi havia 2.848 nens o adolescents que vivien en centres com ara els CRAE (Centres Residencials d’Acció Educativa), institucions per a la guarda i educació d’infants i joves de zero a divuit anys. D’aquests, 276 eren menors de sis anys.

### Acolliment familiar a la Catalunya del Nord
Com és sota administració francesa, les famílies d'acollida s'anomenen familles d'acueil (literalment "famílies de benvinguda"). Les llars d'acollida han d'obtenir una aprovació oficial del govern per poder acollir un menor o una persona gran. Per rebre aquesta aprovació han de seguir una formació i la seva llar s'inspecciona per assegurar-se'n que és segura i saludable. L'acolliment és el resultat d'una decisió administrativa o judicial. La intervenció administrativa forma part de l'assistència al Benestar Infantil fonamentada en un informe sobre una situació considerada perillosa per al nen. En la judicial, el jutge juvenil utilitza l'acolliment de delinqüents juvenils com a mesura educativa: la supervisió s'associa amb objectius com l'aprenentatge d'una professió i la millora de la socialització.

### Acolliment familiar al País Valencià
La Conselleria d’Igualtat i Polítiques Inclusives de la Generalitat Valenciana promou l’acolliment familiar com el recurs més idoni per a la protecció de menors en situació de desprotecció infantil. Actualment, existeixen tres tipus d’acolliment: l’acolliment familiar d’urgència, l’acolliment temporal i l’acolliment permanent. Hi ha diverses modalitats d’acolliment familiar: per una banda, pot ser un acolliment per part d’una persona de la família extensa, és a dir, una familiar o alguna persona que té un vincle amb el menor que acull, que és el model majoritari; i, per altra banda, hi ha l’acolliment per part d’una família aliena, és a dir, quan no es té cap vinculació amb la criatura
Al País Valencià, segons la Conselleria d’Igualtat i Polítiques Inclusives, el 2019 hi havia en acolliment 2.662 infants i xiquets.